# Парафімоз
Парафімо́з (від пара … і грец. phίmōsis, буквально — надягання намордника; народна назва — «зашморг», «іспанський комірець») — утиск голівки статевого члена внутрішнім листком крайньої плоті, що виникає зазвичай при насильницькому відсовуванні її за голівку. Розвитку парафімозу сприяють фімоз, баланіт, рубцювання виразок по краях крайньої плоті, що виникають унаслідок гонореї, шанкра м'якого і т. ін.
Парафімоз — це ускладнення вродженого або набутого фімозу. Якщо крайня плоть, із зусиллям відтягнута за вінцеву борозну статевого члена, не була повернена назад, то вона защемлює його голівку, що викликає її набряк. При цьому в голівці виникає часткове порушення кровообігу, що призводить до її некрозу.
Для лікування загострення використовують місцеві антисептики (хлоргексидін, діоксидін та ін.). При вираженому запаленні та фімозі проводять поздовжній розтин крайньої плоті й продовжують лікування місцевими антисептиками. При стиханні запалення проводиться операція з розсічення крайньої плоті (обрізання).